# Do!シロート
Do!シロート（ドシロート）は、フットサル大会運営団体。一般にフットサル大会は、部活経験者などで構成されたチームが大半を占め、大会名が「スーパービギナー」となっていても、技量の高いチームに対する規制が講じられていないものが多い。技量の低いフットサルプレーヤーにとって「均衡した試合を楽しむこと」が簡単ではないことは、日本フットサルの黎明期から大きな課題であった。同課題の解決に取り組むべく、Do!シロートは2004年4月に創設された。

## 特徴
技量別に（上から）シロート、ドシロート、超ドシの3レベルに分かれている。一般的に大会選びにあたっては、下のクラスに応募が集まりやすい。規制を設けない限り、下のクラスのレベルは維持できない。Do!シロートでは初参加チームは、一番上のシロートクラスにしか参加できない仕組となっている。

## 大会規模
2008年度は245大会を開催し、延べ参加チームは2000チーム弱。登録チームは2009年6月現在で7300チームを数える。

## 味の素スタジアムでの大会開催
またFC東京のホームスタジアムである東京スタジアム（通称・味の素スタジアム）で年間8大会を開催し、1大会あたり平均800人の参加者を動員している。味の素スタジアムでの大会では南結衣がマネージャーを勤めている。2009年5月23日の大会では芸能人女子フットサルチームの南葛シューターズが、ドシロートクラスの大会に参加し1勝3敗の成績を修めた。

## ITとの親和性
日本のフットサル大会で最初に「大会参加チーム記念写真の携帯閲覧」をサービスインした。創設以来、全試合の記録をWEB上に掲載している。同様のサービスを提供しているフットサル大会業者は2009年6月時点でDo!シロートとF-modeのみである。